# Dalsgaard
Dalsgaard er en gammel hovedgård, som nævnes første gang i 1410. Gården ligger i Vive Sogn, Hindsted Herred, Ålborg Amt, Hadsund Kommune.
Dalsgaard Gods er på 125,9 hektar

## Ejere af Dalsgaard
- (1410-1440) Thomas Mogensen Seefeld
- (1440-1470) Mogens Thomsen Seefeld
- (1470-1500) Thomas Mogensen Seefeld
- (1500-1530) Tyge Thomsen Seefeld
- (1530-1538) Jens Tygesen Seefeld
- (1538-1557) Enevold Jensen Seefeld
- (1557-1568) Agathe Pogwisch gift Seefeld
- (1568-1599) Jacob Enevoldsen Seefeld
- (1599-1608) Sophie Bille gift Seefeld
- (1608-1630) Enevold Jacobsen Seefeld
- (1630-1666) Jørgen Enevoldsen Seefeld
- (1666-1668) Claus Jørgensen Seefeld
- (1668) Jacob Enevoldsen Seefeld
- (1668-1672) Peder Jacobsen Seefeld
- (1672) Erik Krag
- (1672-1675) Vibeke Rosenkrantz gift Krag
- (1675-1705) Frederik Gjedde
- (1705-1730) Slægten Gjedde
- (1730-1759) Tyge Høg Banner
- (1759-1780) Niels Møller
- (1780-1807) Mads Thygesen
- (1807-1837) Thyge Madsen Thygesen
- (1837-1855) C. H. Lund
- (1855-1885) P. Jacobsen
- (1885-1899) Niels Svanholm
- (1899-1901) Kn. Dahl
- (1901-1916) Th. Hollesen
- (1916-1921) Husmændens Udstykningsforening
- (1921-1924) Frederik Castenschiold-Benzon
- (1924-1930) Johannes Kristensen
- (1930-1933) A. Frederiksen
- (1933-1941) L. Pagh
- (1941-1985) Carl Frode Obel
- (1985-2016) Henrik Frode Obel
- (2016- ) Erik Skovsgaard